# Chera (kommunhuvudort)
Chera är en kommunhuvudort i Spanien.   Den ligger i provinsen Província de València och regionen Valencia, i den östra delen av landet, 250 km öster om huvudstaden Madrid. Chera ligger 624 meter över havet och antalet invånare är 525.
Terrängen runt Chera är kuperad. Runt Chera är det glesbefolkat, med 9 invånare per kvadratkilometer. Närmaste större samhälle är Requena, 16,9 km sydväst om Chera. 